# André Leborgne
Pour les articles homonymes, voir Leborgne.
André Leborgne, né le 30 janvier 1928 à Schaerbeek (province de Brabant) et mort le 5 mars 2012 à Bruxelles (région de Bruxelles-Capitale), est un éditeur de bande dessinée belge, fondateur du prix Saint-Michel, de la Chambre belge des experts en bande dessinée, et du fanzine de bande dessinée Ran Tan Plan. Connu comme pionnier belge de la reconnaissance du 9e art.

## Biographie
André Leborgne naît le 30 janvier 1928 à Schaerbeek, une commune bruxelloise,,.
Pendant la Seconde Guerre mondiale, il connaît la pénibilité des années de guerre. Après une scolarité normale, diplôme en main, il fait son service militaire. Puis, à la Libération, il aborde le secteur de la métallurgie où il entre à l’usine Union de Forest, il y restera 25 années, gravissant divers échelons hiérarchiques et bénéficiant des riches enseignements vécus : enseignements qui lui seront utiles dans la suite d’une carrière au service de la diffusion des idées et des loisirs.
Il crée alors les ateliers Leborgne à Forest qui sont spécialisés dans la décoration et le montage de stands toujours présents  lors des célèbres et inoubliables foires du livre de Bruxelles se déroulant près de la tour Martini au Centre Rogier. Son expérience et sa science du travail performant et efficace feront merveille lors des salons d’Anvers, de Francfort : lieu important où il sera récompensé du prix fort envié de « plus beau stand ».
Un début de vie consacré au travail précis et à la compétence ne l’empêche pas d’assouvir ses multiples passions principalement axées dans les domaines des cultures populaires, telles que la littérature de science-fiction, le fantastique et leurs dérivés au niveau tant du cinéma que de la bande dessinée. C’est ainsi qu’il lit dans le très réputé et célèbre mensuel Fiction no 92, daté de juillet 1961, dans sa chronique littéraire, un excellent article de Pierre Strinati, intitulé Bandes dessinées et science-fiction : l’âge d’or en France 1934-1940. Cette étude va être le tremplin nécessaire à la naissance des premiers clubs d’amateurs éclairés de littérature dessinée : André Leborgne en sera. Dès lors, sa voie est tracée : il lance, dès 1965, le Cercle des amis des bandes dessinées (CABD) dont la liste des membres compte de sérieuses et célèbres personnalités tant dans le domaine du 9e art que celui des arts populaires. Figurent parmi ses membres : Yvan Delporte, Franquin, Greg, Thierry Martens, Morris, Peyo, Roba, Tibet, Tillieux, Will et autres sérieux spécialistes et connaisseurs de la presse pour enfants et adolescents comme Danny De Laet, Pierre Vankeer, Urbain Van Cauwenbergh, spécialiste du film d’animation et les professeurs Jacques Van Herp et Alain Van Passen.
André Leborgne s’entoure ainsi de sommités et donne naissance à la mythique revue d’études Ran Tan Plan nom du chien le plus bête de l’Ouest américain, créé par Morris dans Lucky Luke. Lancé en février 1966, les quatre premiers numéros de ce fanzine ne sont que des bulletins ronéotypés, il devient vite trimestriel. Il en est directeur de publication aux côtés de Pierre Vankeer Tribune destinée à informer les multiples membres, tant belges qu’étrangers tels les membres du CELEG en France, du GELD en Suisse, du CEEG en Espagne ou les créateurs italiens du salon international des bandes dessinées de Lucques, des activités telles qu’assemblées plénières, bourses d’échanges, mais aussi des divers projets de rééditions d’albums introuvables. Dès le no 5 et jusqu’au no 9, un changement de format est opéré : celui-ci est plus petit et oscille de 25×17 à 21 × 15 cm, la pagination court de 16 à 32 pages, la mise en page et la qualité du papier progressent, la priorité est donnée à l’illustration. Les chroniques se développent et le comité de rédaction est mis en place. C'est sous son impulsion que Ran Tan Plan devient une des meilleures revues d'étude de l'époque.
Pour la troisième année de parution en 1968, un nouveau changement voit jour, la pagination augmente considérablement elle variera de 58 à 102 pages. Désormais devenu semi-professionnel, le trimestriel peut rivaliser avec Phénix, troisième revue du genre : un magazine français porté par Claude Moliterni, Pierre Couperie, Édouard François et Henri Filippini. Historiquement, la publication d’André Leborgne est la seconde en ordre d’apparition après le célèbre Giff-Wiff, ce qui correspond donc à la première revue belge d’études sur le sujet. Le contenu s’étoffe, la ligne éditoriale de départ est maintenue et l’on ajoute de nouvelles rubriques comme l’interview d’un auteur, l’étude d’un illustré, l’actualité des comics américains, la réédition d'ouvrages patrimoniaux de la science-fiction, l’étude en profondeur d’auteurs ou thématiques peu connus, la rédaction de souvenirs, l’historique de la presse étrangère ou de ses séries peu connues, l’étude en profondeur d’une famille de personnages au travers d’une série — il propose notamment Le Petit Monde de Spirou —, les comptes-rendus des festivals étrangers. Et Jacques Glénat s'en inspire pour Schtroumpf en 1969.
En 1971, la revue a désormais statut de publication professionnelle. Il est proche des grands auteurs belges outre les précités, citons encore Hergé et Edgar P. Jacobs. La même année, le CABD, à son instigation, lance les désormais célèbres prix Saint-Michel  attribués lors de la foire du livre de Bruxelles. Ce sont les premières distinctions dans le domaine de la bande dessinée franco-belge, qui feront l’objet de reportages aux photos multiples et plus que souriantes. 
Non content d’alimenter de son expérience et de son savoir les plus prestigieuses Foires du Livre, il écrit l'ouvrage Histoire de la bande dessinée d'expression française aux côtés de Claude Moliterni, Pierre Couperie, Jean-Pierre Dionnet, George Fronval et Édouard François publié dans la collection « Phénix » aux éditions SERG en 1972. 
Il lance les éditions R.T.P. en 1973 et il réédite Spirou et Fantasio par Franquin, un album devenu introuvable. Il publie encore la même année Félix de Tillieux et ce avant Michel Deligne. À ce titre Didier Pasamonik, le considère comme le premier éditeur d'incunables de la bande dessinée belge.
Grâce à son réseau, il contribue pleinement au succès du festival international de la bande dessinée d'Angoulême. Il sera également membre du jury du Festival d'Angoulême 1974. Il rencontre des difficultés à diffuser ses produits éditoriaux. Dans les années 1970, il fait partie d'une commission, réunissant professionnels et spécialistes, visant à la promotion de la bande dessinée, chargée de faire rapport au ministre de la culture Jean-Maurice Dehousse aux côtés de : Franklin Dehousse, Yvan Delporte et André Franquin.
En outre, il s’associe alors avec Tania Vandesande, dynamique et brillante animatrice et propriétaire de la librairie spécialisée en bandes dessinées Pepperland, au début des années 1970, pour créer une structure de diffusion baptisée Distri BD, laquelle permettra la diffusion, en Belgique de la nouvelle bande dessinée d’alors : L’Écho des savanes, Métal hurlant, Fluide glacial mais aussi des petits éditeurs belges comme Bédéscope, Deligne ou encore Magic Strip.
En 1974, il écrit la préface du quatrième volume de la collection « Dessinateurs de notre temps - Archives » : Chick Bill contre l'invisible de la série Chick Bill ainsi que celle de l'album de Jacques Devos La Petite Histoire des armes à feu qui a valu à son auteur le prix Saint-michel Spécial de la recherche en 1973. L'année suivante, il livre Alix, Lefranc et Jacques Martin pour la collection « Dessinateurs de notre temps - Auteurs » aux éditions Distri BD, un ouvrage consacré aux séries Alix et Lefranc de Jacques Martin.  
Il tente de lancer le magazine de bandes dessinées Aïe ! à la vie éphémère (3 numéros) en 1980, Jean-Claude De la Royère en est le rédacteur en chef dont le mérite est de faire découvrir des auteurs comme Philippe Bercovici, Philippe Berthet, Stéphan Colman, Antonio Cossu, Daniel De Carpentrie, Philippe Dupuy, André Geerts, Frédéric Jannin, Ptiluc ou Tito tout en publiant des dessinateurs plus ou moins confirmés comme Hermann. 
En 1981, il est cofondateur de la Chambre belge des experts en bande dessinée aux côtés de Michel Deligne, libraire-éditeur, Robert Demeyer, libraire, Georges Coune, libraire, et Serge Algoet.
Après Distri BD, André Leborgne lancera une structure de distributions des grand auteurs de bandes dessinées érotiques tels notamment Manara, Serpieri et Varenne.
À la chute de sa société, il restera toujours actif dans le domaine de la bande dessinée et lorsque l’association sans but lucratif 9e Art - BD lance le festival de la bande dessinée de Bruxelles-Capitale, il demandera aux organisateurs de pérenniser les prix Saint-Michel.
De 1979 à 1985, il collabore au journal Tintin ainsi qu'à Super Tintin en écrivant des rubriques rédactionnelles relatives à des auteurs ou des thèmes de bande dessinée. Il collabore également mais plus sporadiquement aux revues Phénix, Hop !, Les Cahiers de la bande dessinée, et Rêve-en-Bulles.
Il meurt le 5 mars 2012, à l'âge de 84 ans. Il est incinéré au crématorium d'Uccle le lundi 12 mars à 12h00.

### Vie privée
Il avait une fille prénommée Noella.

### Ouvrages
- Jacques Van Herp, André Leborgne, Yves Oliver-Martin et al., Cahiers d'études n°1 : Cahier Jean de La Hire, Éditions de l'Hydre, 1972, 305 p. (OCLC 690503195).

Ouvrages sur la bande dessinée
- Claude Moliterni (dir.), Henri Filippini (Auteur), Jean-Pierre Dionnet (Auteur), Georges Fronval (Auteur), Pierre Couperie (Auteur), André Leborgne (Auteur) et Édouard François (Auteur), Histoire de la bande dessinée d’expression française, Ivry, SERG, coll. « Phénix », 1972, 136 p., ill. (OCLC 165030584, BNF 35290961, présentation en ligne).
- Les Italiennes, Bruxelles, Distri BD, 1977, 91 p., ill. (OCLC 1346732432, présentation en ligne)

## Réception

### Postérité
Au début des années 1970, Jijé réalise la caricature d'André Leborgne, celle-ci sera publiée dans Haga, dans Hop ! et dans l'article de Didier Pasamonik sur le site ActuaBD. Et Tibet quant à lui en réalise plusieurs, elles sont reprises dans son ouvrage La Tibetière - 177 caricatures.

### Hommages
Gilles Ratier déclare que s'il fait ce métier, c'est en partie dû à André Leborgne.

#### Livres
: document utilisé comme source pour la rédaction de cet article.
- Jacques Fiérain, « Leborgne, André », dans La BD dans la province du Hainaut, Charleroi, Éd. l'Âge d'or, septembre 2006, 96 p., ill. ; 31 cm (ISBN 9782960046458 et 2960046455, OCLC 469651838, présentation en ligne), p. 81.
- Patrick Gaumer, « C.A.B.D. (Club des amis de la bande dessinée) », dans Dictionnaire mondial de la BD, Paris, Larousse, 2010, 953 p., ill. ; 27 cm (ISBN 978-2-0358-4331-9 et 2-0358-4331-6, OCLC 920924930, présentation en ligne), p. 136. .
- Patrick Gaumer, « Ran Tan Plan / STP », dans Dictionnaire mondial de la BD, Paris, Larousse, 2010 (ISBN 9782035843319), p. 710.
- Tibet, « André Leborgne - Michel Vandenbergh », dans La Tibetière - 177 caricatures, Bruxelles, Le Lombard, décembre 2010, 120 p., ill. ; 25,5 cm (ISBN 978-2-8036-2755-4, OCLC 1010004215, présentation en ligne), p. 26. .

#### Études
- Floriane Philippe, « Les choix éditoriaux », dans Les éditeurs de bandes dessinées à Bruxelles dans les années quatre-vingts, Textyles, 2007, mis en ligne le 19 juillet 2012, consulté le 28 octobre 2023. (présentation en ligne), p. 100-116.
- Sylvain Lesage, « De la banalisation de la réédition à la constitution d’une niche éditoriale : L’album de bande dessinée en France de 1950 à 1990 », dans L’effet codex : quand la bande dessinée gagne le livre, Université de Versailles Saint-Quentin, 23 juin 2014, 995 p. (présentation en ligne), p. 853, 952,
- Sylvain Lesage, « La cité obscure. Les libraires-éditeurs bruxellois, de l’invention d’un patrimoine à la recherche d’une modernité : les éditeurs franco-belges et l’album, 1950-1990 », dans Publier la bande dessinée, Presses de l’enssib, 12 mars 2018 (ISBN 9782375460825, présentation en ligne), chap. 6.

#### Périodiques
- Thierry Martens, « Et les fanzines ? : Ran Tan Plan », Spirou, Dupuis, no 1811,‎ 28 décembre 1972, p. 51 (lire en ligne).
- Louis Cance et Alain Van Passen, « Remember André Leborgne », Hop !, Aurillac, AEMEGBD, no 134,‎ juin 2012, p. 63 (ISSN 0768-9357).
- Henri Filippini, « Quoi de neuf ? Actualités : André Leborgne - Disparition d'un pionnier », dBD, no 62,‎ avril 2012, p. 19 (ISSN 1951-4050).

### Émissions de télévision
- Fanzines et revues À l'occasion du premier festival international de la bande dessinée d'Angoulême, discussions (avec notamment l'éditeur André Leborgne sur ORTF via INA, producteur : Philippe Bodier (2 min 13 s), 17 février 1974.